# Saint-Vivien-de-Monségur

Saint-Vivien-de-Monségur este o comună în departamentul Gironde din sud-vestul Franței. În 2009 avea o populație de 382 de locuitori.

## Evoluția populației
| An        | 1975 | 1982 | 1990 | 1999 | 2006 | 2009 |
| --------- | ---- | ---- | ---- | ---- | ---- | ---- |
| Populație | 359  | 321  | 360  | 370  | 376  | 382  |